# Projekt Mc²
Projekt Mc² (ang. Project Mc²) – amerykański serial telewizyjny stworzony przez Jordanę Arkin, wyprodukowany przez Netflix.
Premiera serialu odbyła się 7 sierpnia 2015 roku. Polska premiera serialu miała miejsce 12 sierpnia 2016 roku. 14 października 2017 roku pierwszy sezon serialu został wyemitowany na antenie Disney Channel jako film.

## Fabuła
Akcja serialu ma miejsce w fikcyjnym mieście Maywood Glen, w stanie Kalifornia. Serial opowiada o nastoletniej dziewczynie McKeyli McAlister i jej przyjaciółkach, które są tajnymi agentkami tajnej organizacji NOV8, dla której pracują kobiety z całego świata. Zadaniem nastoletnich agentek jest ochrona świata przed złem.

## Obsada

### Pierwszoplanowa obsada
- Mika Abdalla – McKeyla McAlister
- Ysa Penarejo – Camryn Coyle
- Victoria Vida – Adrienne Attoms
- Genneya Walton – Bryden Bandweth
- Antonio Marziale – Książę Xander (sezony 1, 4)
- Marcus Choi – Charles Coyle (sezon 1)
- Ash Lee – Charles Coyle (sezon 5)
- Madeline Whitby – Jillian (sezon 1)
- Bernardo De Paula – Defector (sezon 1)
- Troy Fromin – ochroniarz George (sezon 1)
- Oliver Vaquer – Francois (sezon 1)
- Danica McKellar – Przepiórka (sezony 1-2, 4-6)
- Alyssa Lynch – Devon D'Marco (sezony 2-4)
- Maddie Phillips – Devon D'Marco (sezon 5)
- Belle Shouse – Ember Evergreen (sezony 2-6)

### Drugoplanowa obsada
- Jonathon Buckley – Henry (sezon 1)
- Melissa Mabie – A.D.I.S.N. (głos)
- Johanna Newmarch – Carson Lazarus (sezony 2-3)
- Ty Wood – Justin (sezony 2-3)
- Maxwell Haynes – Kyle (sezony 2-6)
- Adrian Petriw – Retro (głos) (sezon 2)
- Kurt Evans – wicedyrektor Wilson (sezon 2)
- Vanessa Parise – Sokół (sezon 3)
- Sarah Desjardins – Maddy McAlister (sezony 3-4, 6)
- Adam Beauchesne – Simon Temple (sezon 3)
- Emily Delahunty – Tessa (sezon 5)
- Houston Stevenson – Zach (sezon 5-6)
- Jody Thompson – Jenny Wallis (sezon 5)
- Catherine Haggquist – doktor A. Crawford (sezon 5)
- Richard Ian Cox – profesor Kato (sezon 5)
- Jay Hindle – Max McAlister (sezon 6)
- Chris Rosamond – Bobby Stone (sezon 6)
- Loretta Walsh – Charlotte Adele (sezon 6)

## Wersja polska

### Pierwsza wersja (Netflix)
Wersja polska: SDI Media Polska

Reżyseria:
- Dariusz Dunowski (serie I-V),
- Artur Tyszkiewicz (seria VI)

Dialogi:
- Anna Wysocka (serie I-II),
- Maciej Wysocki (seria II),
- Zofia Jaworowska (serie III-VI)

Dźwięk: Łukasz Fober

Wystąpili:
- Justyna Kowalska – McKeyla McAlister
- Kinga Suchan – Camryn Coyle
- Karolina Bacia – Adrienne Atoms
- Maria Pawłowska – Bryden Bandweth

W pozostałych rolach:
- Piotr Bajtlik – 
  - Charles,
  - Darone (odc. 2-3),
  - Reżyser (odc. 3)
- Przemysław Bluszcz – Wilson
- Maria Czykwin – Crawford
- Marta Dylewska – Ember Evergreen
- Sylwia Gliwa – Przepiórka (serie I-IV)
- Weronika Humaj – Devon DeMarco
- Jędrzej Hycnar –
  - Gordon,
  - Ryker
- Paulina Komenda – A.D.I.S.N. (seria V)
- Marta Kurzak – Maddy
- Jacek Król – Pan Gruber
- Joanna Kwiatkowska-Zduń –
  - Olivia James,
  - Jenny
- Grzegorz Kwiecień – Miles
- Mateusz Kwiecień – Zack
- Bernard Lewandowski – Bobby
- Julia Łukowiak – Przepiórka (seria V)
- Adam Machalica – Retro
- Tomasz Olejnik – Książę Wendell
- Wojciech Paszkowski – Kato
- Stefan Pawłowski – Książę Xander
- Krzysztof Plewako-Szczerbiński – Charles Coyle (odc. 1, 3)
- Małgorzata Prochera – Tessa
- Agnieszka Roszkowska – A.D.I.S.N. (serie I-IV, VI)
- Joanna Sokołowska –
  - Bryant,
  - Hannah
- Anna Szczerbińska – Jillian
- Bartosz Wesołowski – Justin
- Agnieszka Wosińska – Carson Lazarus
- Karol Wróblewski – Stone
- Krzysztof Zakrzewski – Sam
- Maciej Zuchowicz – Kyle

### Druga wersja (Disney Channel)
Wersja polska: SDI Media Polska

Reżyseria: Dariusz Dunowski

Dialogi: Zofia Jaworowska

Wystąpili:
- Justyna Kowalska – McKeyla McAlister
- Kinga Suchan – Camryn Coyle
- Karolina Bacia – Adrienne Atoms
- Maria Pawłowska – Bryden Bandweth

W pozostałych rolach:
- Piotr Bajtlik – Darone
- Sebastian Cybulski – Aaron
- Julia Łukowiak – Przepiórka
- Stefan Pawłowski – Xander
- Krzysztof Plewako-Szczerbiński – Charles Coyle
- Agnieszka Roszkowska – A.D.I.S.N.
- Anna Szczerbińska – Jillian
- Maksymilian Bogumił
- Maksymilian Michasiów
- Anna Wodzyńska

i inni
Lektor: Artur Kaczmarski

## Spis odcinków
| Data premiery        | Numer          | Polski tytuł                                     | Angielski tytuł                                |                |
| Seria pierwsza       | Seria pierwsza | Seria pierwsza                                   | Seria pierwsza                                 | Seria pierwsza |
| -------------------- | -------------- | ------------------------------------------------ | ---------------------------------------------- | -------------- |
| 7 sierpnia 2015      | 01             | Nowa uczennica                                   | The New Girl                                   |                |
| 7 sierpnia 2015      | 02             | Tajne agentki                                    | Secret Agenting                                |                |
| 7 sierpnia 2015      | 03             | Bycie mądrym jest modne                          | Smart is the New Cool                          |                |
| Seria druga          |                |                                                  |                                                |                |
| 12 sierpnia 2016     | 04             | Powrót do podstaw                                | Back to Basics                                 |                |
| 12 sierpnia 2016     | 05             | Poważna sprawa                                   | No Laughing Matter                             |                |
| 12 sierpnia 2016     | 06             | Brudna robota                                    | Trashed                                        |                |
| 12 sierpnia 2016     | 07             | W analogowym świecie                             | Dam Fine Mess                                  |                |
| 12 sierpnia 2016     | 08             | Cyberatak                                        | Bye Bye Birdie                                 |                |
| 12 sierpnia 2016     | 09             | (Nie)wykonalna misja                             | Mission Totally Possible                       |                |
| Seria trzecia        |                |                                                  |                                                |                |
| 14 października 2016 | 10             | Na tropie Maddy                                  | Finding Maddy                                  |                |
| 14 października 2016 | 11             | Włożyć kij w szprychy                            | Gummying Up The Works                          |                |
| 14 października 2016 | 12             | Tajemnicza skrzynia                              | Crate Expectations                             |                |
| 14 października 2016 | 13             | Pewna wyjątkowa częstotliwość                    | One Track Mind                                 |                |
| 14 października 2016 | 14             | Co powie Simon?                                  | Simon Sayz                                     |                |
| 14 października 2016 | 15             | Prawdziwe arcydzieło                             | Ear Today. Gone Tomorrow                       |                |
| Seria czwarta        |                |                                                  |                                                |                |
| 14 lutego 2017       | 16             | Irytujący jak książę                             | A Royal Pain                                   |                |
| Seria piąta          |                |                                                  |                                                |                |
| 15 września 2017     | 17             | Czy ktoś usłyszy twój krzyk po porażce na Marsie | If You Fail on Mars Can Anyone Hear You Scream |                |
| 15 września 2017     | 18             | Nanoboty, suflety i szara maź                    | Nanobots, Souffles and Gray Goo, Oh My         |                |
| 15 września 2017     | 19             | Bardzo duszny dzień                              | Bad Air Day                                    |                |
| 15 września 2017     | 20             | Totalny koszmar                                  | Totally Marble Nailed It                       |                |
| 15 września 2017     | 21             | Szara maź na wolności                            | Gray Goo on the Loose                          |                |
| Seria szósta         |                |                                                  |                                                |                |
| 7 listopada 2017     | 22             | Stone Acres to jest to!                          | Stone Acres Is the Place to Be                 |                |
| 7 listopada 2017     | 23             | Ale zadyma!                                      | Smoke Gets in Your Eyes                        |                |
| 7 listopada 2017     | 24             | Więcej niż jeden Zorro                           | Zorro Dark Thirty                              |                |
| 7 listopada 2017     | 25             | Woda od Bobby’ego Stone’a                        | Water from a Bobby Stone                       |                |
| 7 listopada 2017     | 26             | Sprawa rodzinna                                  | Family Affair                                  |                |